# 腹語師 (DC漫畫)
腹語師（英語：Ventriloquist），是一名在DC漫畫出版的漫畫中登場的虛構人物與超級反派。在DC漫畫宇宙中是蝙蝠俠的敵人之一。

## 虛構傳記

### 阿諾·韋斯克
阿諾·韋斯克本來是一名過了60歲、懦弱且膽小的平凡老人，可是自小生活在高譚市這個危險的城市，使他的心中累積了很多的壓力，也讓他慢慢分裂出了一個邪惡的人格。
韋斯克是從事腹語表演為生，某天他犯了個小罪被捕，最後被法官判決關進了黑門監獄，也就是在那裡，他和改變了他一生的木偶「疤臉」——一個以美國20年代黑道老大打扮，臉上有著傷痕的醜陋傀儡——相遇了，自此，韋斯克邪惡的人格就此覺醒，並以此自稱為疤臉，開始了他踏上黑道老大的經歷。
當韋斯克拿著疤臉時，自己會陷入類似催眠的狀態，主要都是疤臉在展現他特有的說話方式和個性。疤臉的話語有著催眠的效果，他說服了黑道份子奉自己為主，並一步步的帶領他們成為了高譚市的新勢力。

### 佩頓·萊利
二代腹语者，其父为哥谭最臭名昭著的爱尔兰帮老大肖恩·莱利。所用木偶为疤面。

## 能力
腹語師本身沒有超能力，也不擅長格鬥。他主要的技能與行動都是透過他所拿著的傀儡「疤臉」時才會出現的這個邪惡人格來進行他的犯罪活動。在韋斯克使用疤臉時，主要是讓它使用手槍或湯普森衝鋒槍作為主要武器。在韋斯克與疤臉的組合下，因為兩者表現出的性格與思考模式都完全不同，使蝙蝠俠很難去判斷出他的行動。
第二名腹語師萊利所使用的技能就比第一位要多，不過萊利的自主性、智慧和狡猾都比韋斯克高，這使疤臉感覺自己沒有地位。萊利的組織性很強，能建立起一個強勢的犯罪集團。
第三位腹語師貝爾澤是名超能力者，具有念力可移動物體（曾移動過裝了六個人的木箱）。她的傀儡費迪則可以自主行動，並以掌心中藏著的鑽頭趁機刺殺目標。

## 其他媒體

### 動畫
- 《DC動畫宇宙》：登場的是阿諾·韋斯克版本的腹語師，由George Dzundza配音[2][3]。
- 《新蝙蝠俠》：登場的是阿諾·韋斯克版本的腹語師，由Dan Castellaneta配音[4]。

### 動畫電影
- 《蝙蝠俠：血濺阿卡漢》：未登場，但是其傀儡疤臉有出現在阿卡漢精神病院的收納室中。

### 電視劇
- 《萬惡高譚市》：登場的是本劇原創角色亞瑟·潘，由安德魯·賽隆飾演。賽隆本身就是一名腹語師，因此同時負責為疤臉配音。

### 電子遊戲
- 《樂高蝙蝠俠》：登場於任天堂DS版本。
- 《蝙蝠俠：阿卡漢瘋人院》：未登場，但可以在院內的收藏中發現疤臉人偶。
- 《蝙蝠俠：阿卡漢城市》：能找到第二任腹語師佩頓·萊利的人物資料，並確認第一任腹語師阿諾·韋斯克還生存的消息。
- 《蝙蝠俠：阿卡漢騎士》：在高譚警局證物室內可發現陳列於該處的第二任腹語師佩頓·萊利所使用過的湯普森衝鋒槍。
- 《蝙蝠俠：秘密系譜》：登場的是阿諾·韋斯克版本的腹語師，由Larry Brisbowitz配音[5]。